# Ylä-Penninkilampi
Ylä-Penninkilampi eller Penninkilampi är en sjö i Finland. Den ligger i kommunen Perho i landskapet Mellersta Österbotten, i den centrala delen av landet, 400 km norr om huvudstaden Helsingfors. Ylä-Penninkilampi ligger 170,2 meter över havet. I omgivningarna runt Ylä-Penninkilampi växer i huvudsak blandskog. Arean är 56,4 hektar och strandlinjen är 8,65 kilometer lång. Sjön  ingår i Perho å huvudavrinningsområde. 